# كفر العزيزية
كفر العزيزية إحدى قرى مركز سمنود التابع لمحافظة الغربية بجمهورية مصر العربية.

## التاريخ
أصل قرية كفر العزيزية من توابع قرية العزيزية وردت القرية باسم كفر ميت حبيب بسبب مجاورته لقرية ميت حبيب الشرقية ووردت في دليل عام 1260 مشتركًا معها باسم العزيزية وكفرها حتى فصلت عنها سنة 1900م، بسبب بعدها عن أطيان العزيزية التي تفصلها عن الكفر أطيان ميت حبيب. كانت القرية تتبع لمركز المحلة الكبرى فلما أنشئ مركز سمنود سنة 1935 ألحقت به.

## السكان
بلغ عدد سكان كفر العزيزية 3641 نسمة حسب تقدير عام 2018.
| السنة  | 1947 | 1960 | 1976 | 1986 | 1996 | 2006  | 2018 |
| ------ | ---- | ---- | ---- | ---- | ---- | ----- | ---- |
| القرية | 832  | 1226 | 1558 | 1982 | 2361 | 2,767 | 3641 |